# Wells Fargo Center (Sacramento)
Wells Fargo Center – wieżowiec w Sacramento, w stanie Kalifornia, w Stanach Zjednoczonych, o wysokości 129 m. Budynek został otwarty w 1992 i liczy 33 kondygnacje.